# Aulus Caecilius Faustinus

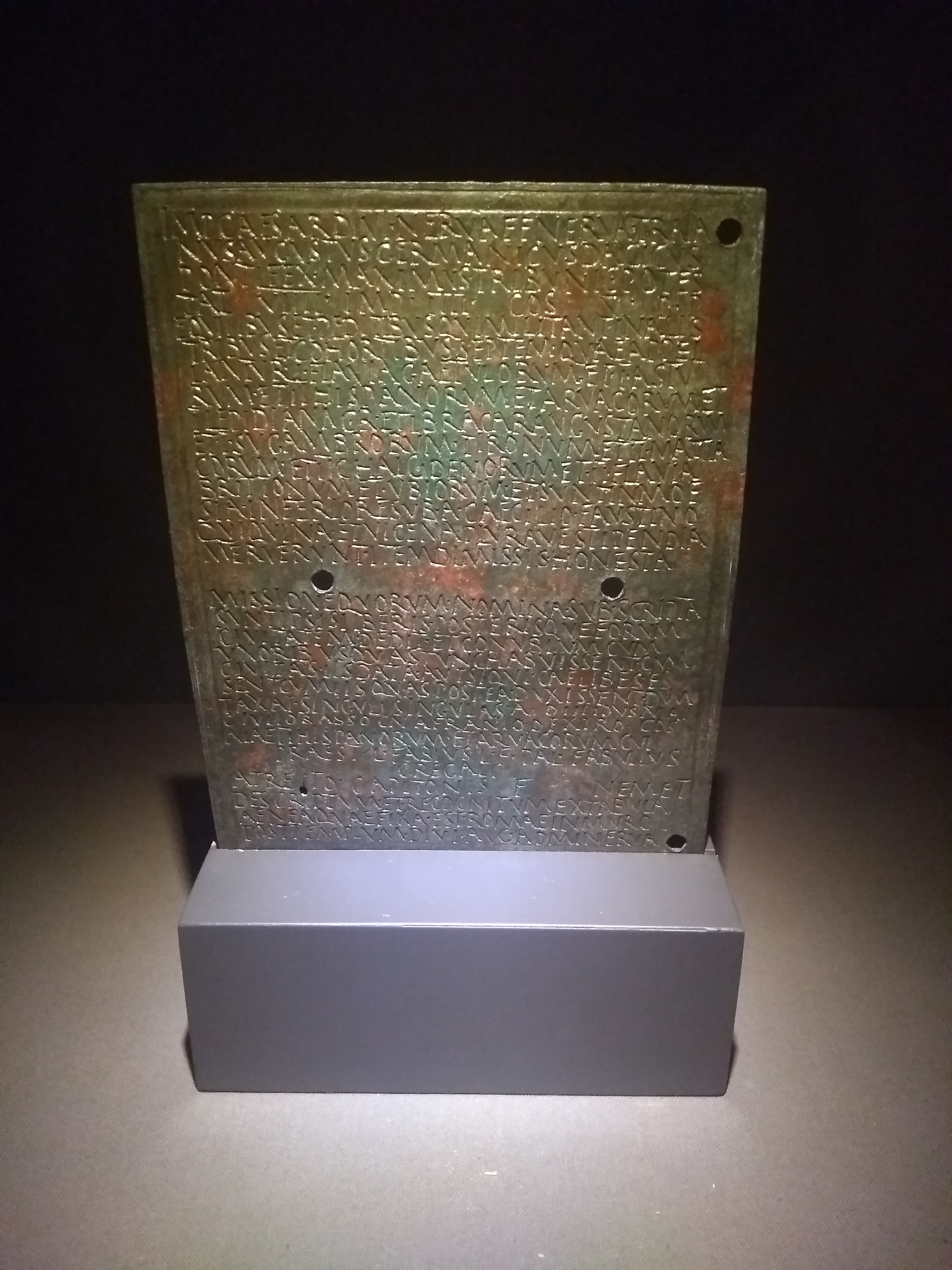
Eines der Militärdiplome vom 13. Mai 105 n. Chr.

Aulus Caecilius Faustinus war ein im 1. und 2. Jahrhundert n. Chr. lebender römischer Politiker.
Durch Militärdiplome, die z. T. auf den 14. August 99 datiert sind, ist belegt, dass er 99 zusammen mit Quintus Fabius Barbarus Suffektkonsul war. Weitere Diplome, die z. T. auf den 13. Mai 105 datiert sind, belegen, dass er 105 Statthalter der Provinz Moesia inferior war. Zu einem unbestimmten Zeitpunkt wurde er Statthalter der Provinz Pannonia superior. Er wird auf einem Diplom, das auf den 3. Mai 112 datiert ist, genannt. An diesem Tag war aber schon sein Nachfolger, Lucius Minicius Natalis, im Amt. Durch eine Inschrift aus Mactaris ist belegt, dass er 116 Statthalter (Proconsul) in Africa war.